# Recording Industry Association of America
Recording Industry Association of America (Asociación de la Industria Discográfica de Estados Unidos en inglés, abreviado RIAA) es una asociación estadounidense que representa a la mayor parte de las compañías discográficas y es la responsable de la certificación de ventas discográficas en Estados Unidos.
Sus principales miembros son las compañías y los distribuidores discográficos, que según datos propios de la RIAA "crean, producen y distribuyen aproximadamente el 85% de todas las producciones sonoras generadas y vendidas en los Estados Unidos".

## Historia
La RIAA se formó en 1952 con el objetivo principal de administrar el estándar de calidad de las grabaciones sonoras, e inicialmente surgió con el fin de difundir el uso de la curva de ecualización RIAA o RIAA Equalization curve, que finalmente se convirtió en un estándar técnico que permitió unificar el ajuste de la respuesta de frecuencia de los discos de vinilo durante la manufactura y el uso.
La Asociación ha continuado interviniendo en la creación y administración de técnicas de estandarización para los posteriores sistemas de creación y reproducción de la industria musical, como es el caso de las cintas magnéticas, incluyendo los audio casetes y los casetes de audio digital, los discos compactos, y el software para las nuevas tecnologías discográficas.
También participa en la Colección, administración y distribución de licencias musicales y derechos, es responsable de los Certificados de Oro y de Platino concedidos a álbumes y sencillos en los Estados Unidos, además de recopilar información acerca de datos de ventas (como los listados de álbumes con mayor cantidad en ventas y la lista de sencillos más vendidos).
Las funciones de la RIAA se resumen en los tres puntos siguientes:
1. Proteger los derechos de propiedad intelectual, de acuerdo con la primera enmienda relativa a los derechos de los artistas.
2. Realizar investigaciones sobre la industria musical.
3. Monitorizar y revisar leyes, regulaciones y políticas relevantes que afectan a la industria musical.

## Estructura y ventas de la organización
|                                                         |
| Logos de las tres grandes compañías afiliadas a la RIAA |

Desde el año 2009, el director ejecutivo es Mitch Bainwol, asistido por Cary Sherman, la presidenta de la junta directiva, que consta de 26 miembros procedentes de las tres mayores empresas afiliadas a la RIAA, conocidas como las Three Four (las Tres Grandes en español):
- Sony Music Entertainment
- Universal Music Group
- Warner Music Group

La RIAA representa a alrededor de 1600 compañías privadas, sellos discográficos y distribuidores, que colectivamente crean y distribuyen un alto porcentaje de la música que se vende en los Estados Unidos. El total del valor de las ventas de discos de los miembros de la RIAA es multimillonario, a pesar del pronunciado declive iniciado a partir de la generalización del uso de internet. Por ejemplo, en 2007 se declararon unas ventas por valor de 10 400 millones de dólares, mientras que las ventas reportadas en 1999 habían alcanzado los 14 600 millones de dólares.

## Certificación de ventas
La RIAA gestiona un programa de premios para álbumes que vendan un gran número de copias. El programa se inició en 1958, estableciéndose los Premios de Oro o Gold Awards para aquellos álbumes y sencillos que generaran un millón de dólares en ventas.
El criterio fue cambiado en 1975, para basarse en el número de copias vendidas, otorgándose el Gold Award a aquellos sencillos o álbumes que vendieran más de 500 000 copias. En 1976 se introdujo el Premio de Platino o Platinum Award para los álbumes que vendieran un millón de copias, y en 1999 se incluyó el Premio de Diamante o Diamond Award para álbumes que vendieran 10 millones de copias. En el año 2000, la RIAA instauró "Los Premios de Oro y de Platino" para álbumes en español.
Los premios están abiertos tanto a las grabaciones de compañías afiliadas a la RIAA como a las que no lo están. Gestiona un sistema similar para las ventas en idioma español, denominado “Los Premios Awards”.

### Certificación de álbumes latinos
En el año 2000, la RIAA anunció la concesión de certificaciones para álbumes con al menos el 50 % de su contenido en español.
Para álbumes y sencillos en español certificados entre el 2000 y el 20 de diciembre de 2013, el baremo utilizado (basado en las ventas), fue el siguiente:
- Disco de oro: 50 000 copias

- Disco de platino: 100 000 copias

- Múltiple Platino: más de 200.000 copias, se certifica de nuevo por cada cien mil.

El sistema utilizado a partir del 20 de diciembre de 2013 para la certificación de los álbumes y sencillos en español (que depende de una puntuación que pondera las copias físicas y en línea vendidas), es el siguiente:
- Disco de oro: 30 000 puntos

- Disco deplatino: 60 000 puntos

- Múltiple Platino: más de 120 000 puntos, se certifica de nuevo por cada sesenta mil.

### Certificación de ventas digitales
En el año 2004, la RIAA añadió un tipo de certificación para lo que se denominaban grabaciones digitales, aplicada a grabaciones transformadas a un formato apto para ser recibidas a través de una red (como las que se venden a través de iTunes Store), y excluye los soportes físicos.
En 2006 se añadió la categoría de Digital Ring tones, en la que se incluyen las grabaciones de sonidos de llamada para teléfonos móviles.
A partir de 9 de mayo de 2013, los premios son otorgados por ventas y por streaming, con el criterio de que 100 descargas = 1 "punto" de certificación.
Los actuales criterios de certificación son:
- Oro: 500 000 puntos.

- Platino: 1 000 000 puntos.

- Múltiple Platino: más de 2 000 000, se certifica de nuevo por cada millón.

Los actuales criterios de certificación para sencillos digitales de música latina, son:
- Oro: 30 000 puntos.

- Platino: 60 000 puntos.

- Múltiple Platino: más de 120 000, se certifica de nuevo por cada sesenta mil.

### Certificación de vídeo de larga duración
A la par de álbumes, álbumes digitales y sencillos, existe otra clasificación de música llamada “video de larga duración”. que compila: Lanzamiento en DVD y VHS de álbumes en vivo y compilaciones de álbumes. Los criterios de clasificación son ampliamente diferentes a otros estilos:
- Oro: 50 000 ventas.

- Platino: 100 000 ventas.